# Prodidomus duffeyi
Prodidomus duffeyi är en spindelart som beskrevs av Cooke 1964. Prodidomus duffeyi ingår i släktet Prodidomus och familjen Prodidomidae. Inga underarter finns listade i Catalogue of Life.